# Елісон Макговерн
Елісон Макговерн (англ. Alison McGovern; нар. 30 грудня 1980, Бромборо, Мерсісайд, Англія) — британський політик-лейборист, член Палати громад з 2010 року від округу Wirral South.

## Життєпис
Онука письменника пісняра та активіста Петра Макговерна. Донька інженера телекомунікацій на British Rail і медсестри. Вона вивчала філософію в Університетському коледжі Лондона. Вона працювала науковим співробітником у Палаті громад і експертом з комунікацій для проектів розвитку в Network Rail. З 2006 по 2010 вона була членом ради боро Саутерк у Лондоні.
Вона стала особистим парламентським секретарем колишнього прем'єр-міністра Гордона Брауна у липні 2010 року. У 2013 році вона увійшла до команди тіньового Міністерства з міжнародного розвитку, у 2014 році стала тіньовим державним міністром з питань дітей та сімей.
Вона перебуває у шлюбі з консультантом-економістом.